# Ummagumma
Ummagumma és el quart àlbum d'estudi del grup britànic de rock progressiu Pink Floyd. Va aparèixer com a doble àlbum i va ser editat el 25 d'octubre de 1969 per Harvest Records al Regne Unit; després internacionalment per Capitol Records. L'àlbum està format per un primer disc que conté enregistraments de concerts en viu al club Mothers de Birmingham i al College of Commerce de Manchester, que contenien part del seu repertori normal de l'època, mentre que el segon disc inclou composicions en solitari de cadascun dels membre de la banda i gravades als Abbey Road Studios. La portada va ser dissenyada pels col·laboradors habituals de la banda, Hipgnosis, i inclou una sèrie d'imatges de la banda combinades per donar un efecte Droste.
L'àlbum va ser ben rebut al moment de l'estrena i va arribar als cinc primers de les llistes d'àlbums del Regne Unit. Nogensmenys, tan el grup com els crítics van opiniar negativament en unes entrevistes. No obstant això, l'àlbum va ser reeditat en CD diverses vegades juntament amb la resta del catàleg.

## Antecedents
La idea original que hi havia al darrere de l'àlbum en directe era incloure els temes preferits dels fans que posteriorment serien eliminats del repertori en directe del grup. Tot i que les notes del fulletó de l'àlbum indiquen que el material en directe es va gravar el juny de 1969, l'àlbum en viu d'Ummagumma es va gravar en directe al Mothers Club de Birmingham el 27 d'abril de 1969 i la setmana següent a la Universitat Metropolitana de Manchester, el dia 2 de maig, com a part de la gira The Man and The Journey Tour. El teclista Richard Wright va dir més tard que la gravació de «A Saucerful of Secrets» era una mescla d'ambdós concerts. També es va gravar un espectacle al Bromley Technical College el 26 d'abril, però el material enregistrat no es va utilitzar en l'àlbum. La banda també havia gravat una versió en directe d'«Interstellar Overdrive» (del disc The Piper at the Gates of Dawn) destinada a anar a la cara A de l'àlbum en directe i «Embryo», que es va gravar a l'estudi abans que es decidís que cada membre de la banda presentés el seu propi material.
En el disc d'estudi, la idea de deixar a cada membre del grup una part de l'àlbum va sorgir de Richard Wright, que se sentia frustrat perquè no podia tocar música seriosa. Wright volia fer «música real», on els quatre membres del grup (en ordre: Wright, Roger Waters, David Gilmour i Nick Mason), disposessin cadascú de mitja cara del LP per crear un treball en solitari. La part de l'estudi és una continuació de les composicions psicodèliques, en gran part instrumentals, que cada membre del grup ja havia començat en els discos anteriors. Una anècdota mostra fins a quin punt aquest àlbum fou compost per cada membre del grup independentment dels altres: David Gilmour que mai no havia compost excepte el tema «A Spanish Piece» al disc More, va demanar una mica d'ajuda a Roger Waters, que directament li respongué que no.

## Títol del disc
El títol de l'àlbum fa referència, suposadament, a una expressió en l'argot de Cambridge per a referir-se a l'acte sexual. Al llibre Saucerful of Secrets: The Pink Floyd Odyssey de Nicholas Schaffner, però, apareix esmentat que Ummagumma també era el crit típic d'unes criatures estranyes que, segons una llegenda, habitaven un pantà a prop de Cambridge. Alfredo Marziano i Mark Worden, autors del llibre Floydspotting. Guida alla geografia dei Pink Floyd, confirmen la primera versió: «és una expressió d'argot de Cambridge per indicar l'acte sexual» i afegeixen, tanmateix, que aquesta expressió va ser inventada i utilitzada habitualment per l'amic de Syd Barrett i roadie ocasional de Pink Floyd, Iain «Emo» Moore, que deia: «Tornaré a casa a per una mica d'ummagumma». Segons Moore, ell mateix va inventar el terme. Pink Floyd però, no l'ha confirmat mai oficialment. No obstant això, alguns membres de la banda han afirmat posteriorment que la paraula era «totalment inventada i no significa res en absolut».
D'altra banda, la pronunciació varia: Nick Mason pronunciava oo-mah-goo-mah, mentre que Roger Waters, en concert, pronunciava uh-ma-gum-a.
En imatges del grup assajant per a una actuació al Royal Albert Hall el 1969, es pot sentir un dels membres del grup, fora de càmera, que diu en veu baixa la paraula «ummagumma».

## Gravació

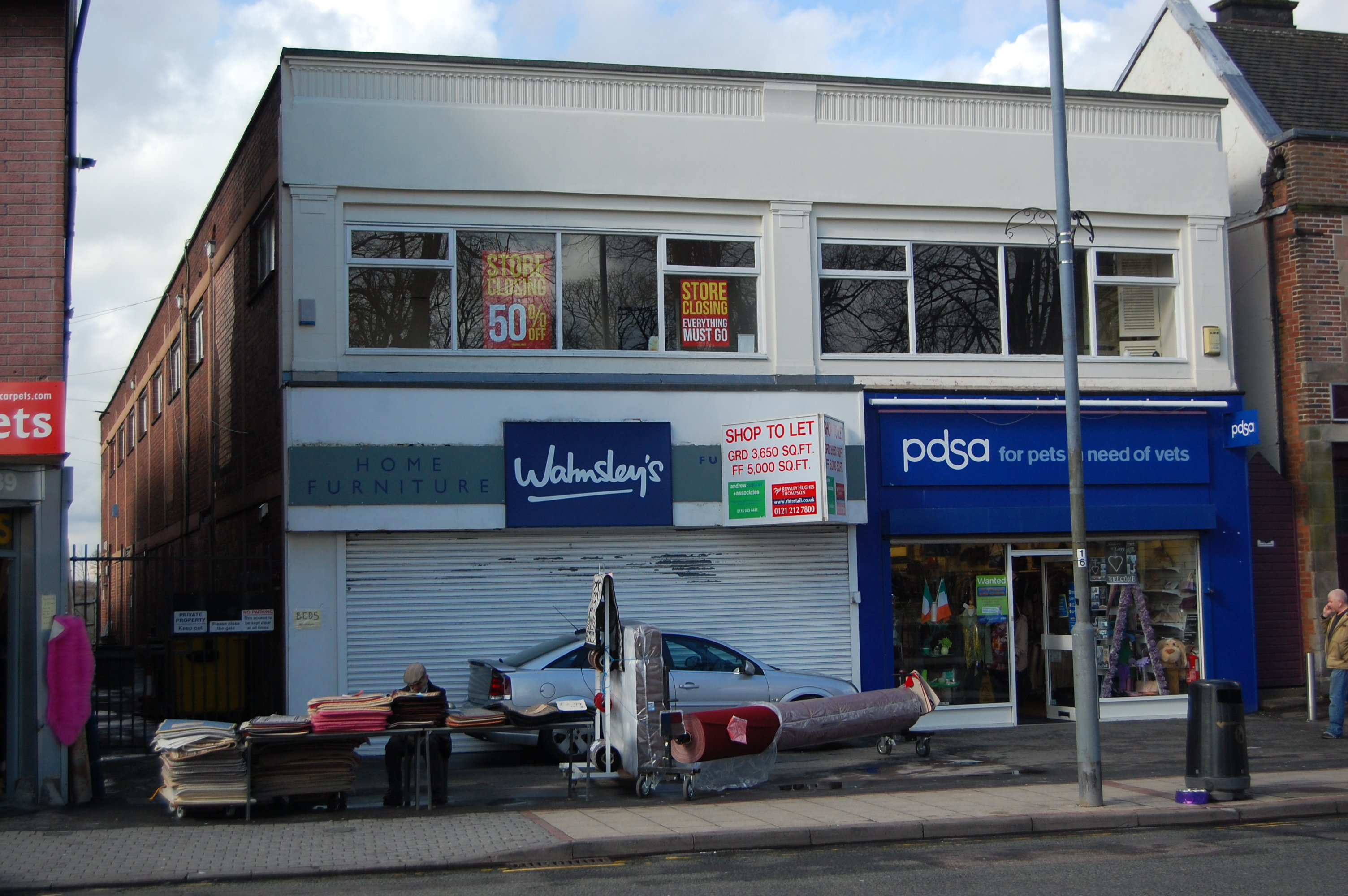
El local Mothers Club de Birmingham, on part de l'àlbum en directe va ser gravat (vist al mes de març de 2013)

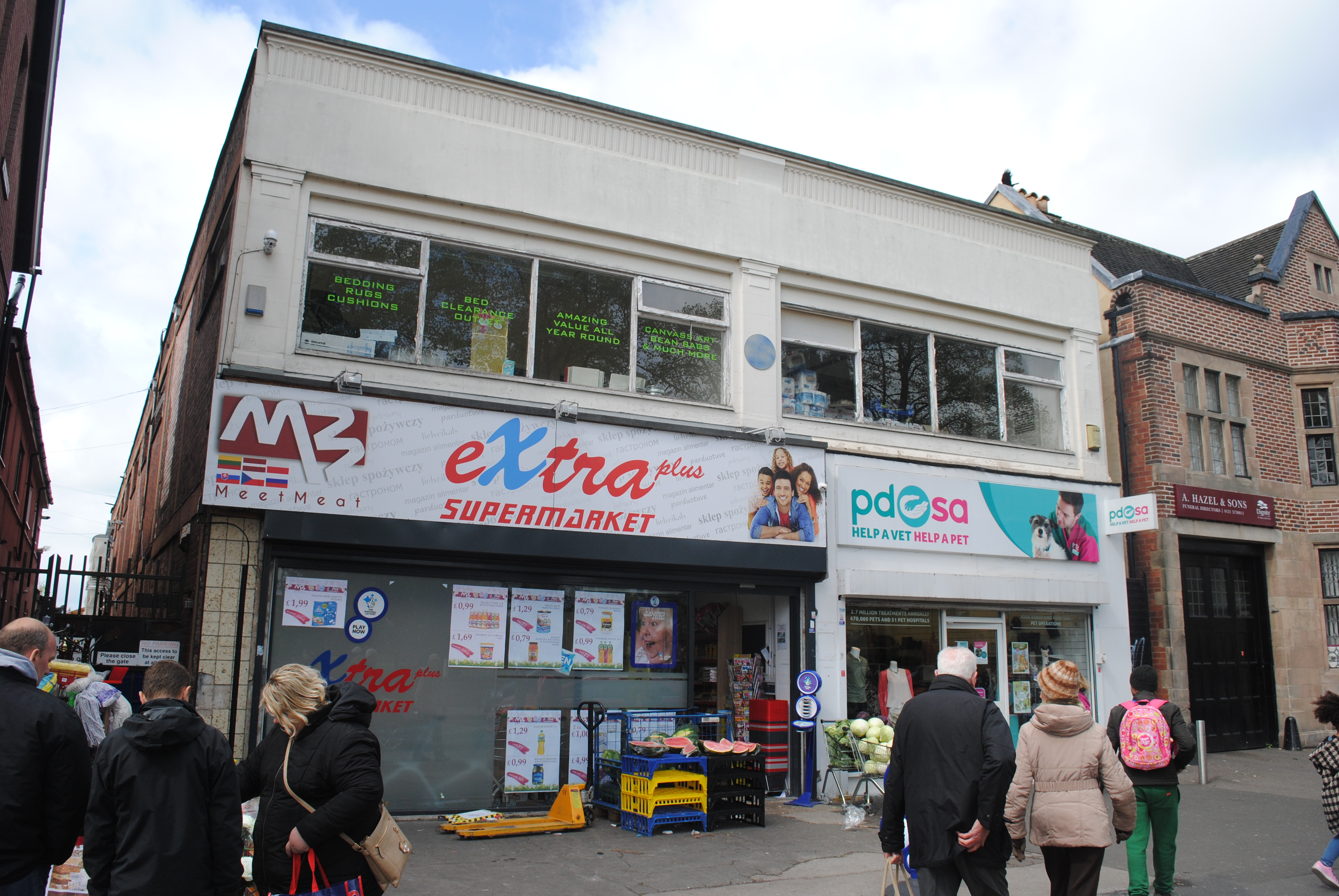
El local Mothers Club de Birmingham, sobre de diverses botigues, (vist el 27 d'abril de 2019 - en el 50è aniversari del concert. Es pot veure una placa commemorativa de la sala.

### Disc d'estudi
El disc d'estudi va ser gravat entre els mesos d'abril i de juny de 1969 als Estudis Abbey Road, amb Norman Smith com productor i Peter Mew com a enginyer de so. El disc explota tots els recursos possibles de la psicodèlia i de la bogeria portant l'oient a un univers de sensacions i climes estranys. Desenvolupat a partir d'idees i treballs personals de cada integrant de la banda, comença amb «Sysyphus», tema de Richard Wright, en el qual predomina la psicodèlia als solos de piano, teclat i melotró. Aquest tema pren com a referència el mite de Sísif. Tot i que al principi l'havia engrescat tenir l'oportunitat de fer una contribució en solitari,, anys més tard ell mateix va dir que la seva peça era «pretensiosa».
A continuació vénen les cançons de Roger Waters: una anomenada «Grantchester Meadows», que és una tranquil·la cançó de folk, i l'altra «Several Species of Small Furry Animals Gathered Together in a Cave and Grooving with a Pict». A «Grantchester Meadows», de Waters, incloïa una proposta acústica més pastoral que es referia a la seva joventut als suburbis de Cambridge. Va sorgir a partir d'una peça instrumental que havia interpretat ocasionalment en directe i que normalment es tocava, amb veu, com a obertura de concerts durant el 1969. La segona cançó contenia una varietat d'efectes vocals i de percussió sense altres instruments, sinó que es van tractar les veus a diverses velocitats, tant cap endavant com cap enrere. En aquest tema, la refosa vocal és força interessant i va exercir una certa influència en obres posteriors, com per exemple en la cançó «Wahn» de Tangerine Dream, o en el gran disc «Circle Songs» del gran vocalista Bobby McFerrin, editat el 1997. Waters en aquesta cançó va veure's molt influenciat per Ron Geesin, que més tard va col·laborar amb Waters i Pink Floyd. El so d'una mosca xafada amb una pala matamosques unia les dues cançons.
Gilmour ha declarat, en algunes ocasions posteriors a l'enregistrament i edició de l'àlbum, que era aprensiu a crear un treball en solitari i admet que «va entrar en un estudi i va començar a remenar i a ajuntar trossos», tot i que la primera part de «The Narrow Way» ja s'havia interpretat com a «Baby Blue Shuffle in D Major» en una sessió de ràdio de la BBC el desembre de 1968. Gilmour va dir que ell només havia «tret merda» a través de la peça. El tema consta de tres parts amb tres gèneres diferents cadascuna: en la primera part, de poc més de tres minuts, té un toc del gènere blues i on en destaca la guitarra acústica, amb un so més càlid; en la segona part, de gairebé tres minuts, té un estil de rock psicodèlic, on Pink Floyd evoluciona cap a un riff més lúgubre, i un eco que recorda a motius de l'espai exterior; i finalment, en la tercera part, en estil progressiu, sorprèn amb un so més metàl·lic i oscil·lant, que s'obre pas a una dolça melodia cantada per finalment tancar la suite composta per Gilmour, recordant en part, una certa influència dels The Beatles. Aquesta tercera part de la suite es va interpretar breument en directe a principi de 1969.
| «               | Bé, havíem decidit fer l'àlbum, i cada un de nosaltres havia de fer una peça de música per la seva banda. Era pura desesperació, tractant de pensar en alguna cosa per fer, per escriure jo sol. Mai havia escrit res abans, només vaig entrar en un estudi i vaig començar a improvisar, enganxant trossos i peces junts. No l'he sentit en anys. No tinc ni idea de com és. | » |
| — David Gilmour | |   |

L'última, «The Grand Vizier's Garden Party» és obra de Nick Mason i està composta de solos de bateria i d'altres efectes, amb l'excepció de la flauta interpretada per l'esposa de Nick Mason, Lindy, al principi i al final. A la part central de la peça, Mason toca un solo de set minuts. Encara que no es va interpretar en directe, un solo de bateria similar, «Work» es va incorporar en la suite en directe «The Man».
La peça «Embryo», que apareix a la compilació Works, fou enregistrada inicialment per formar part de l'àlbum Ummagumma, però quan el grup decidí que l'àlbum seria un «live-and-solo concept» (en directe i cançons individuals), aquest tema que era una composició del grup va ser descartada. Tot i que pocs escoltarien la versió d'estudi de «Embryo», la cançó s'emprà moltes vegades en el repertori del concert del grup entre els anys 1970 i 1971.

### Disc en directe
La part en directe del disc va ser enregistrada durant dos concerts al Mother's Club de Birmingham el 27 d'abril de 1969 i al Manchester College of Commerce el 2 de maig de 1969. Hi trobem, a més d'«Astronomy Domine» i «Careful With That Axe, Eugene» en dues noves versions de dos temes de l'àlbum A Saucerful of Secrets, el tema «A Saucerful of Secrets», enriquit amb la veu de Gilmour als acords finals. També s'hi va afegir el tema psicodèlic «Set the Controls for the Heart of the Sun», tema que ocupa un lloc destacat en la secció, i també en el vídeo del concret «Live at Pompeii». La cançó en directe present a l'àlbum dobla en longitud la pista original de 5 minuts i 27 segons.
Es considera que les quatre cançons enregistrades en viu superen les versions inicials d'estudi. No obstant la recepció positiva de les cançons en directe, la totalitat del disc va decebre els membres del grup. David Gilmour va mostrar una certa perplexitat davant el succés comercial, mentre que Roger Waters i Nick Mason no hi eren gens satisfets, encara que no fins al punt de rancor que sembla que Gilmour va sentir envers Ummagumma i Atom Heart Mother.

## Publicació i acollida

### Embalatge
L'àlbum va ser el primer de la banda publicat al segell Harvest. La il·lustració de la portada mostra un efecte Droste amb el grup, amb una imatge penjada a la paret que mostra la mateixa escena, excepte que els membres de la banda han canviat de posició. La portada del LP original varia entre les diferents edicions britàniques, nord-americanes, canadenques i australianes. La versió britànica té l'àlbum Gigi recolzat a la paret just sobre de les lletres de Pink Floyd. En una xerrada donada a la llibreria Borders de Cambridge el 1r de novembre de 2008, com a part del projecte «City Wakes», Storm Thorgerson va explicar que l'àlbum es va introduir com una pista falsa per provocar el debat, i que més enllà d'això, no té cap significat especial previst. En la majoria de les còpies de les edicions nord-americanes i canadenques, la portada de Gigi es representa amb un full en blanc, aparentment per motius de drets d'autor; nogensmenys, les primeres còpies dels Estats Units mostren la portada de Gigi, i es va recuperar en la versió estatunidenca de l'edició en CD remasteritzada. A l'edició australiana, la portada Gigi està completament aerodinamitzada i ni tan sols deixa un quadrat blanc. La casa utilitzada a la portada de l'àlbum és a Great Shelford, a prop de Cambridge.
A la contraportada, s'hi poden veure els roadies Alan Styles (que també apareix a Alan's Psychedelic Breakfast) i Peter Watts amb l'equipament de la banda disposat en una pista de rodatge a l'aeroport de Biggin Hill de Londres. Aquesta idea va ser proposada per Mason, amb la intenció de replicar els dibuixos explotats dels avions militars i les càrregues útils, que eren populars en aquell moment.
A les versions nord-americanes i canadenques hi ha títols addicionals de les quatre seccions de la cançó «A Saucerful of Secrets». Aquests títols no van aparèixer a les edicions britàniques ni a cap còpia de l'àlbum anterior A Saucerful of Secrets.
La part interna de la coberta mostra fotografies separades en blanc i negre dels membres de la banda. Gilmour es veu a peu dret davant de l'Elfin Oak. A les edicions originals en vinil es mostrava Waters amb la seva primera esposa, Judy Trim, però ha estat retallada de la imatge en la majoria de les edicions de CD (amb la llegenda de la foto original com a «Roger Waters (i Jude)», canviada en conseqüència a «Roger Waters». La imatge sense retallar es va restaurar per a la inclusió de l'àlbum al recopilatori Oh, by the Way.

### Història de la publicació
Ummagumma es va publicar al Regne Unit i als Estats Units els dies 7 i 8 de novembre de 1969, respectivament. Va arribar al número 5 a la llista d'àlbums del Regne Unit i al número 74 als Estats Units, on era la primera vegada que un disc del grup arribava als cent primers de la classificació. També va aparèixer per primera vegada a les llistes del Canadà, on va arribar al número 78. L'àlbum va obtenir el certificat d'or als Estats Units el febrer de 1974 i de platí el març de 1994. Les versions nord-americanes del casset només van conservar «Astronomy Domine» del repertori en directe i van ometre les altres tres cançons. El 1987, l'àlbum es va tornar a publicar com a doble CD. L'any 1994 es va publicar una versió remasteritzada digitalment.
El 2009, per commemorar el 40è aniversari de la publicació de l'àlbum, Thorgerson va vendre un nombre limitat de litografies autografiades de la portada. Tot i que la campanya de reestrena de 2011 Why Pink Floyd...? va presentar els catorze àlbums recentment remasteritzats el 2011, només es va remasteritzar el disc d'estudi de Ummagumma; el disc en directe és la versió anterior de 1994. Tant l'àlbum en directe com l'àlbum d'estudi es van reeditar el 2016 amb el segell Pink Floyd Records.

### Recepció
Quan va sortir, Ummagumma  va rebre crítiques favorables. El diari International Times va ser especialment positiu vers l'àlbum en directe:
| «                     | Probablement un dels millors enregistraments en directe que he escoltat mai. | » |
| — International Times |                                                                              |   |

La revista Vox va incloure la meitat en viu d'aquest àlbum a la llista de «The Greatest Live Albums Ever». Stylus Magazine va ser molt positiu vers l'àlbum i va afirmar-ne que en viu era «com un document visceral de la proclivitat dels primers Floyd cap al to atmosfèric, la improvisació energètica, no hi ha res que s'hi assembli», i que la versió d'estudi «d'alguna manera transcendeix la construcció fracturada per fer una declaració completa de l'àlbum».
A França el grup va rebre el Gran Premi de l'Acadèmia Charles-Cros per Ummagumma el 1969. Precisament, en les edicions del disc editades en territori francès, hi apareix una etiqueta a la part frontal de la coberta amb el nom de «Grand prix international du Disque Academie Charles Cros».
Tanmateix, la pròpia banda ha estat crítica amb el treball i els ha desmerescut. Mentre recordava l'àlbum uns anys després, Waters va dir:
| «              | Ummagumma - quin desastre! | » |
| — Roger Waters |                            |   |

El 1995, Gilmour descrivia l'àlbum com a «horrible». En una entrevista de 1984, Mason va dir: «Em va semblar un petit exercici bo i interessant, en el qual tothom hi va fer una mica de feina. Però encara sento que és un bon exemple de què la suma és superior a les parts…» Més tard, el va descriure com «un experiment fallit», i va afegir que «el més significatiu és que no ho vam tornar a fer».
La revista Paste, sobre la reedició del 2011, va apuntar que l'àlbum havia estat un «excés de rock del pitjor tipus», tot i que l'escriptor va elogiar la versió en directe de «Careful with that Axe, Eugene». Segons Robert Christgau les «melodies hipnòtiques» de l'àlbum en fan «un disc admirable per adormir-se».

### Reedicions
L'any 1994, per celebrar el 25è aniversari de la publicació del disc, la banda el va reeditar en una caixa de CD d'edició limitada en una versió remasteritzada, amb una coberta verda amb forats (només veiem el marc de paret de la portada original) i que conté: els 2 CD (estudi + directe) així com el cartell de la portada de l'àlbum. La caixa, avui molt rara, és molt recercada pels col·leccionistes i especialment els amants de Pink Floyd.
Aquest àlbum, More, Atom Heart Mother i Obscured by Clouds són els únics àlbums d'estudi de Pink Floyd que no estan representats a Echoes: The Best of Pink Floyd.

### Impacte i anàlisi musical
A part d'una certa importància musical, Ummagumma també ha estat objecte d'estudi i anàlisi per crítics i acadèmics de la música. En particular, s'ha prestat atenció a la naturalesa experimental i la relació amb les tendències de l'art rock i el rock psicodèlic de l'època. Un dels aspectes destacats de l'àlbum és l'estructura en dues parts, una primera que inclou quatre temes enregistrats en estudi per cada membre de la banda, i una segona part que recull la gravació d'un concert en directe. Aquesta estructura es va interpretar, entre d'altres, com una mostra de la individualitat creativa de cada membre del grup o encara com una crítica a la idea de la banda com a entitat homogènia.
D'altra banda, també s'ha parlat de la importància d'Ummagumma en la trajectòria del grup, i com que aquest àlbum va marcar un abans i un després en la seva evolució musical. En aquest sentit, alguns crítics han destacat la influència de la psicodèlia i l'avantguarda musical europea en la concepció d'Ummagumma, així com la posterior evolució cap a un so més enllà del rock progressiu, en el que es considera una fase de maduresa artística del grup.
Un altre aspecte destacable de l'impacte d'Ummagumma va ser la influència en la música progressiva posterior. El disc va ser un exemple pioner en la combinació de diferents gèneres i estils musicals, així com en l'ús d'elements experimentals i psicodèlics en la música rock. Això va obrir noves possibilitats creatives per als músics i va influir en el desenvolupament de la música progressiva durant els anys següents. De fet, molts altres artistes i bandes de la dècada dels 1970 van seguir el camí obert per Pink Floyd amb Ummagumma, experimentant amb noves sonoritats i tècniques musicals. Per tant, es pot dir que aquest disc va ser un punt d'inflexió en la música rock i va marcar un abans i un després en la història de la música moderna.
La seqüenciació de l'àlbum d'estudi va inspirar posteriorment l'arranjament del doble àlbum Double Nickels on the Dime del grup Minutemen. Entre altres grups que han reconegut la influència que els ha suposat Pink Floyd, i en concret l'àlbum d'Ummagumma hi trobem:
- Radiohead: L'àlbum Kid A de Radiohead va ser influït per l'ús de sintetitzadors i la música experimental de Pink Floyd, incloent-hi Ummagumma.[66]
- Tool: Els membres de Tool han dit que Pink Floyd, especialment el disc Ummagumma, ha influït en llur música.[67]
- The Mars Volta: La banda ha estat influenciada pel so experimental i el jazz rock de Pink Floyd, incloent-hi Ummagumma.[68]
- Can: Els membres de Can han dit que Ummagumma els va inspirar a experimentar amb la música i a utilitzar efectes sonors i improvisació.[69]
- Porcupine Tree: La banda britànica Porcupine Tree s'ha inspirat d'Ummagumma especialment en la seva època més experimental.[70]

### Espècie de libèl·lula
El desembre de 2015, els científics van nomenar un nou insecte descobert del gènere Umma —un zigòpter, també conegut com a damisel·la o cavallet del diable— Umma gumma en homenatge a l'àlbum de Pink Floyd. És una espècie de libèl·lula de la família dels èsnids. L'espècie s'havia descrit per primer cop l'any 1970, un any després de la publicació de l'àlbum. La Umma gumma és una espècie rara de libèl·lula que viu principalment a l'Àfrica subsahariana i que té una envergadura de fins a 8 cm. Té ales són de color marró fosc i amb taques blanques i marrons característiques. És considerada vulnerable a la desaparició per causa de la degradació del seu hàbitat natural.

## Llista de cançons

### Edició doble LP
| 1.            | «Astronomy Domine»              | Gilmour, Waters, Wright                                    | 8:32  |
| 2.            | «Careful with That Axe, Eugene» | Waters (frase xiuxiuejada, crits) i Gilmour (cantant scat) | 8:49  |
| Durada total: | Durada total:                   | Durada total:                                              | 17:21 |

| 1.            | «Set the Controls for the Heart of the Sun» | Waters                    | 9:27  |
| 2.            | «A Saucerful of Secrets»                    | Gilmour (wordless vocals) | 12:48 |
| Durada total: | Durada total:                               | Durada total:             | 22:15 |

| 1.            | «Sysyphus – (Parts 1–4)»                                                                      | instrumental           | 13:28 |
| 2.            | «Grantchester Meadows»                                                                        | Waters                 | 7:26  |
| 3.            | «Several Species of Small Furry Animals Gathered Together in a Cave and Grooving with a Pict» | Waters (vocalizations) | 4:59  |
| Durada total: | Durada total:                                                                                 | Durada total:          | 25:53 |

| 1.            | «The Narrow Way – (Parts 1–3)»                                                    | Gilmour       | 12:17                     |
| 2.            | «The Grand Vizier's Garden Party" - I. Entrance - II. Entertainment - III. Exit » | instrumental  | 8:46 - 0:58 - 7:04 - 0:38 |
| Durada total: | Durada total:                                                                     | Durada total: | 21:03                     |

### Edició cassette (Regne Unit)
| 1.            | «Sysyphus»                                                                                    | 13:28 |
| 2.            | «Astronomy Domine»                                                                            | 8:32  |
| 3.            | «Grantchester Meadows»                                                                        | 7:26  |
| 4.            | «Several Species of Small Furry Animals Gathered Together in a Cave and Grooving with a Pict» | 4:59  |
| 5.            | «Careful with That Axe, Eugene»                                                               | 8:49  |
| Durada total: | Durada total:                                                                                 | 43:14 |

| 6.            | «The Narrow Way»                            | 12:17 |
| 7.            | «Set the Controls for the Heart of the Sun» | 9:27  |
| 8.            | «The Grand Vizier's Garden Party»           | 8:46  |
| 9.            | «A Saucerful of Secrets»                    | 12:48 |
| Durada total: | Durada total:                               | 43:18 |

### Edició cassette (Estats Units)
| 1. | «Astronomy Domine»                 |  |
| 2. | «The Narrow Way: Parts I, II, III» |  |
| 3. | «Grantchester Meadows»             |  |

| 4. | «Several Species of Small Furry Animals Gathered Together in a Cave and Grooving with a Pict»   |  |
| 5. | «Sysyphus: Part I, II, III, and IV»                                                             |  |
| 6. | «The Grand Vizier's Garden Party: Part I: Entrance, Part II: Entertainment, and Part III: Exit» |  |

### Edició CD
| 1.            | «Astronomy Domine»                          | 8:29  |
| 2.            | «Careful with That Axe, Eugene»             | 8:50  |
| 3.            | «Set the Controls for the Heart of the Sun» | 9:26  |
| 4.            | «A Saucerful of Secrets»                    | 12:48 |
| Durada total: | Durada total:                               | 39:33 |

| 1.            | «Sysyphus (Part 1)»                                                                           | 1:08  |
| 2.            | «Sysyphus (Part 2)»                                                                           | 3:30  |
| 3.            | «Sysyphus (Part 3)»                                                                           | 1:49  |
| 4.            | «Sysyphus (Part 4)» ()                                                                        | 6:59  |
| 5.            | «Grantchester Meadows»                                                                        | 7:19  |
| 6.            | «Several Species of Small Furry Animals Gathered Together in a Cave and Grooving with a Pict» | 5:01  |
| 7.            | «The Narrow Way (Part 1)»                                                                     | 3:25  |
| 8.            | «The Narrow Way (Part 2)»                                                                     | 2:54  |
| 9.            | «The Narrow Way (Part 3)»                                                                     | 5:51  |
| 10.           | «The Grand Vizier's Garden Party (Part 1: Entrance)»                                          | 1:00  |
| 11.           | «The Grand Vizier's Garden Party (Part 2: Entertainment)»                                     | 7:06  |
| 12.           | «The Grand Vizier's Garden Party (Part 3: Exit)»                                              | 0:38  |
| Durada total: | Durada total:                                                                                 | 46:40 |

## Crèdits

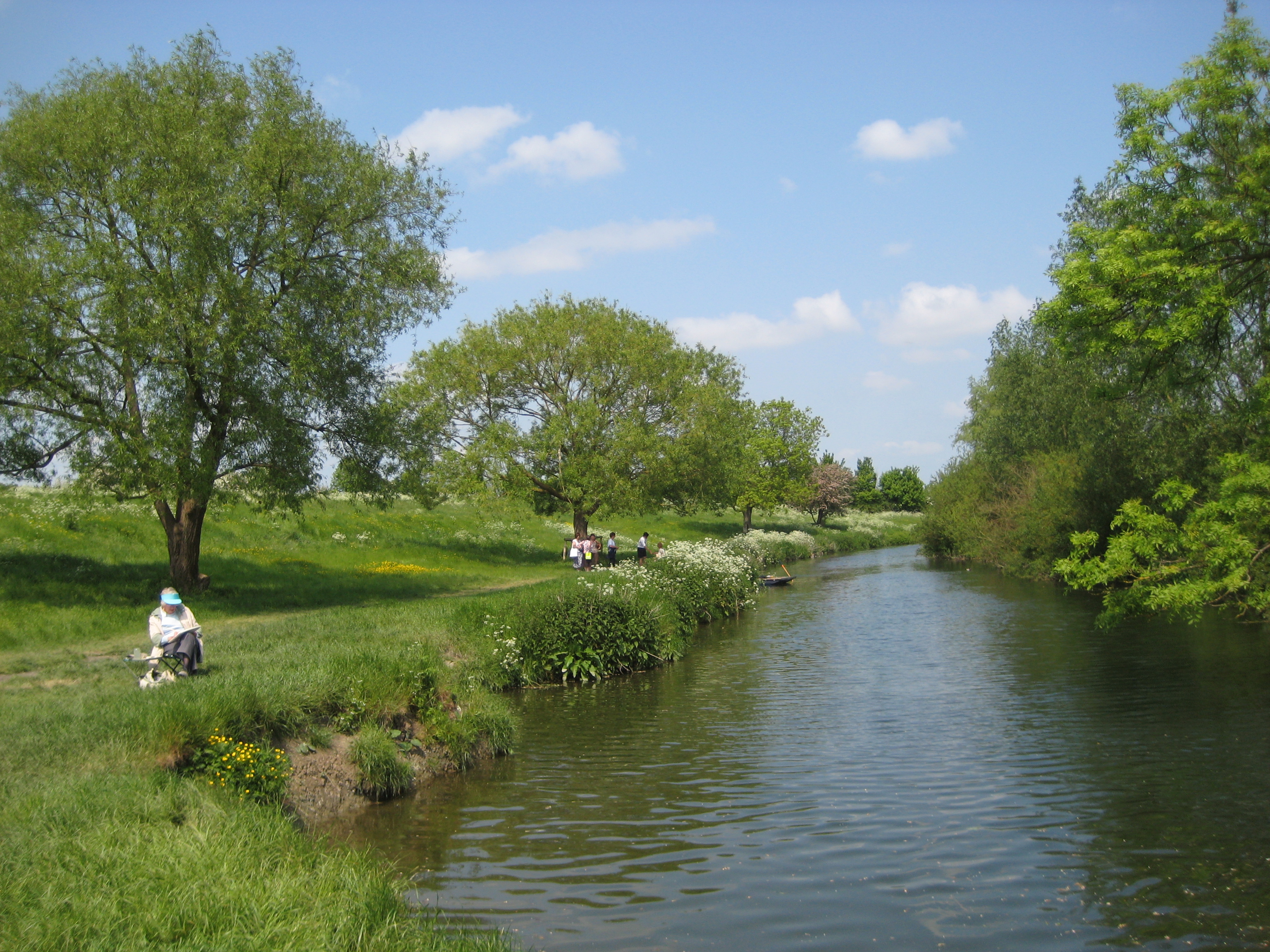
El riu Cam a Grantchester.

### Pink Floyd
Els membres de la banda:
- David Gilmour - guitarra, veu, sintetitzador, bateria i baix a «The Narrow Way»
- Roger Waters - baix, veu i guitarra a «Grantchester Meadows», efectes sonors a «Several Species...»
- Nick Mason - bateria i percussions a «The Grand Vizier's Garden Party»
- Richard Wright - sintetitzador, veu, teclat, bateria, guitarres i cant a «Sysyphus»

### Músics addicionals
- Lindy Mason - flauta a «The Grand Vizier's Garden Party» Parts 1 & 3 (no s'esmenta als crèdits)

### Producció
Pel que fa a la producció i disseny de l'art de coberta:
- Brian Humphries – enginyeria (àlbum en directe)
- Pink Floyd – producció (àlbum en directe)
- Peter Mew – enginyeria (àlbum en directe)
- Norman Smith – producció (àlbum en directe)
- Hipgnosis – art de coberta i fotografies

## Llistes i certificacions
| Any       | País          | Llista                                  | Màxima posició | Setmanes |
| --------- | ------------- | --------------------------------------- | -------------- | -------- |
| 1969-1970 | Canadà        | Canada Top Albums/CDs (RPM)             | 78             | 4        |
| 1969-1970 | Països Baixos | Dutch Albums (Album Top 100)            | 5              | 14       |
| 1969      | Alemanya      | Offizielle Top 100                      | 25             | 6        |
| 1969      | Regne Unit    | UK Albums Chart (OCC                    | 5              | 21       |
| 1970      | EUA           | UK Albums Chart (OCC                    | 74             | 27       |
| 2011      | Valònia       | Belgian Albums (Ultratop Wallonia)      | 89             | 1        |
| 2011      | França        | SNEP                                    | 117            | 4        |
| 2011      | Espanya       | Llistes musicals d'Espanya (PROMUSICAE) | 88             | 1        |

| País         | Certificació | Vendes     | Data           |
| ------------ | ------------ | ---------- | -------------- |
| Itàlia       | 1 × or       | 25.000     | 2006           |
| Regne Unit   | 1 × plata    | 60.000     | 22 juliol 2013 |
| Estats Units | 1 × platí    | >1.000.000 | 11 març 1994   |
| França       | 1 × or       | >100.000   | 1997           |